# 1002
Năm 1002 là một năm trong lịch Julius.

## Sinh
- 21 tháng 6 – Giáo hoàng Leo IX (m. 1054)
- ? – Adolf II của Lotharingia (m. 1041)
- ? – Al-Khatib al-Baghdadi, học giả Hồi giáo và nhà sử học Sunni (m. 1071)
- ? – George I của Gruzia (m. 1027)
- ? – Mai Nghiêu Thần, nhà thơ của Trung Quốc thời nhà Tống (m. 1060)